# 切目站
切目站（日语：／ Kirime eki */?）是位於和歌山縣日高郡印南町，屬於西日本旅客鐵道（JR西日本）的紀勢本線（紀國線）車站。

## 歷史
- 1931年（昭和6年）9月21日 - 國鐵紀勢西線印南站至南部站開通，此站啟用[1]。
- 1959年（昭和34年）7月15日 - 三木里站至新鹿站之間開通，同時路線改名為紀勢本線[1]。
- 1985年（昭和60年）3月14日 - 成為無人車站[2]。
- 1985年（昭和60年）5月10日 - 成為簡易委託車站。
- 1987年（昭和62年）4月1日 - 伴隨國鐵分割民營化，車站由西日本旅客鐵道（JR西日本）營運[1]。
- 2019年（平成31年）4月1日 - 再次成為無人車站。
- 2020年（令和2年）3月14日 - 車站可以使用「ICOCA」等交通系IC卡[3]。

## 車站構造
本站為地面車站，設有2面2線的相對式月台。因站內有設置轉轍器和絶對信號機，因此本站被定義為停留所。站房位於往御坊、和歌山方向的月台側，並設有跨線橋連接對面往紀伊田邊的月台。
此站是由御坊站管理的無人車站，站內沒有設置自動售票機和自動閘機。本站在2019年4月1日前與鄰近的印南站一樣皆為簡易委託車站。

### 月台
| 月台 | 路線   | 方向               |
| ---- | ------ | ------------------ |
| 1    | 紀國線 | 和歌山、天王寺方向 |
| 2    | 紀國線 | 紀伊田邊、新宮方向 |

- 以上的路線名是使用旅客資訊上的名稱（愛稱）。

## 使用狀況
以下列出近年1日平均乘車人次。
| 年度   | 一日平均 乘車人次 |
| ------ | ----------------- |
| 1998年 | 205               |
| 1999年 | 194               |
| 2000年 | 173               |
| 2001年 | 169               |
| 2002年 | 169               |
| 2003年 | 168               |
| 2004年 | 146               |
| 2005年 | 133               |
| 2006年 | 125               |
| 2007年 | 113               |
| 2008年 | 113               |
| 2009年 | 109               |
| 2010年 | 124               |
| 2011年 | 117               |
| 2012年 | 114               |
| 2013年 | 101               |
| 2014年 | 84                |
| 2015年 | 72                |
| 2016年 | 76                |
| 2017年 | 72                |

## 車站周邊
此車站與岩代站之間的路線可從車窗遠眺太平洋的美景，為絶佳的攝影地點。
- 國道42號
- 印南町立切目小學
- 印南町立切目中學
- 切目郵局
- 紀州農協（日语：紀州農協）切目出張所
- 御坊警署（日语：御坊警察署）島田警官駐在所
- 切目王子（日语：切目王子）
- 切目川
- 切目中山王子（中山王子神社）
- 榎木峠
- 阪和自動車道印南服務區

## 相鄰車站
西日本旅客鐵道
 紀國線（紀勢本線）
■快速、■普通
岩代－切目－印南

## 注腳
1. 1 2 3 4  曾根悟（監修）. 朝日新聞出版分冊百科編集部（編集） , 编. . 朝日百科週刊. 25號 紀勢本線、參宮線、名松線. 朝日新聞出版. 2010-01-10: 19–21.
2. ↑  日本國有鐵道公示S60.3.12公181
3. ↑  ２０２０年春ダイヤ改正について （页面存档备份，存于） JR西日本和歌山分社 2019年12月13日發布，2020年3月7日參閱
4. ↑  『和歌山縣統計年鑑』及『和歌山縣公共交通機關等資料集』

## 外部連結
- 切目｜車站資訊：JR出門網 - 西日本旅客鐵道